# Amblyopone smithi
Amblyopone smithi é uma espécie de formiga do gênero Amblyopone.